# Franz Albert Venus

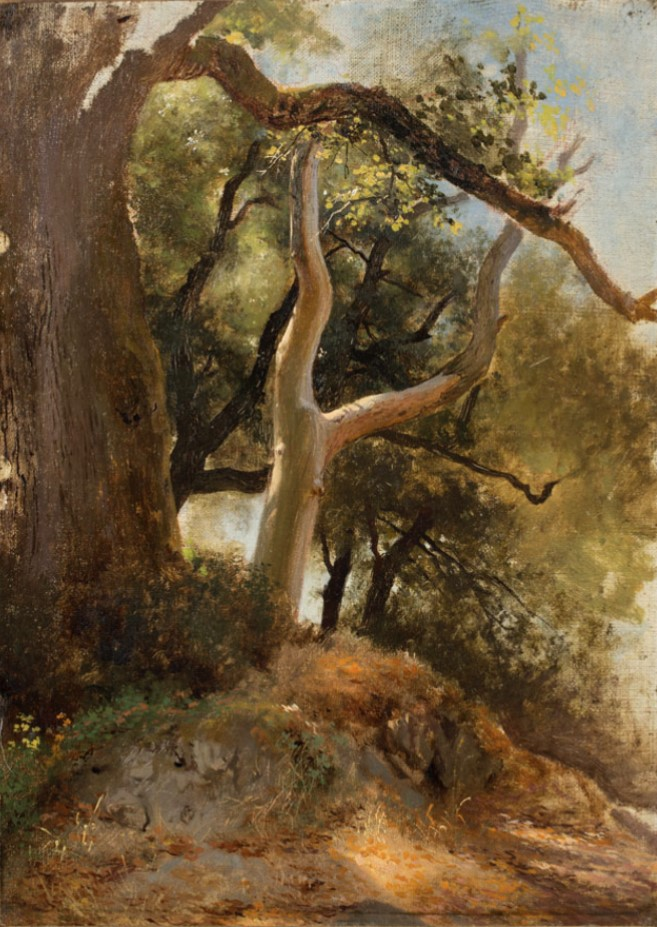
Sonnenbeschienener Waldweg bei Nemi (1869)

 Franz Albert Venus (* 9. Mai 1842 in Dresden, Königreich Sachsen; † 27. Juni 1871 ebenda) war ein deutscher Maler, Zeichner und Radierer. Er gehört zu den herausragendsten Vertretern der Dresdner Spätromantik. Seine wichtigsten Werke entstanden auf seinen Italienreisen 1866/67 und 1869 in der Technik der Ölstudie und des Aquarells.

## Leben
Venus’ Eltern starben, als Albert 12 Jahre alt war. Der Vater war Hoflakai von Amalia Marie Friederika Augusta, Prinzessin von Sachsen. Der evangelisch getaufte Waise kam in ein katholisches Waisenhaus und besuchte später die katholische Freischule in seiner Heimatstadt. Nach dem Schulabschluss Ostern 1856 besuchte er die Dresdner Königliche Akademie der bildenden Künste. Von 1860 bis 1866 gehörte er dem Atelier des Malers Ludwig Richter an, als dessen Lieblingsschüler er gilt. 1861 machte er mit seinen Malerfreunden Viktor Paul Mohn (1842–1911), Carl Wilhelm Müller (1839–1904) und Adolf Thomas (1834–1887) eine Studienreise durch Nordböhmen, denen noch weitere in den nächsten Jahren folgten. In diesen Jahren ist sein Stil deutlich an den von Richter angelehnt.

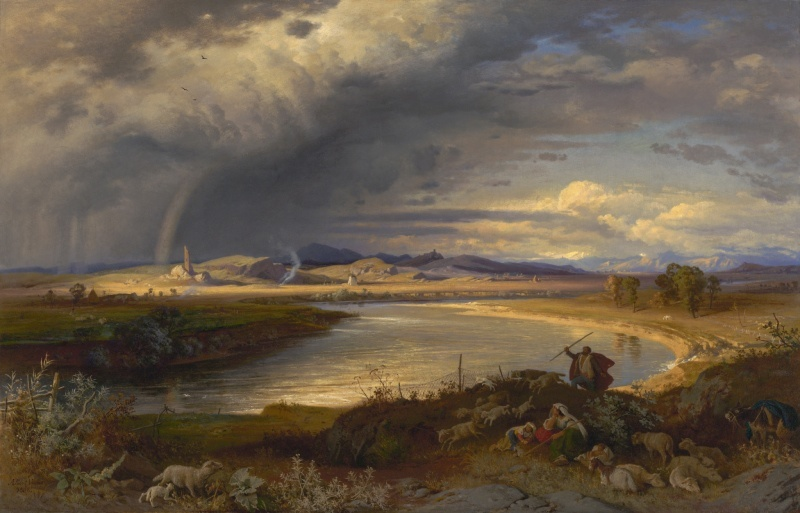
Gewitter in der römischen Campagna (1868)

Zentral für die künstlerische Entwicklung von Venus sind die beiden Italienreisen in der zweiten Hälfte der 1860er Jahre. Venus konnte ab dem Sommer 1866 mit Unterstützung der sächsischen Prinzessin einige Zeit in Rom und Umgebung verbringen. Dort entstanden unter anderem einige Zeichnungen, die vom Künstler getuscht oder aquarelliert wurden und in denen sich erstmals seine stilistischen Eigenheiten ausprägen. Zugleich bewegt sich Venus hier noch geographisch und stilistisch weiterhin im Gefolge seines Lehrers Richter. Sein während dieses Aufenthalts entstandenes Ölgemälde Gewitter in der römischen Campagna (Acqua acetosa) wurde 1868 mit einem einjährigen akademischen Stipendium ausgezeichnet. Dies ermöglichte ihm, zusammen mit seinem Freund Viktor Paul Mohn, eine erneute Reise nach Rom. Sie reisten erneut an die Orte, die ihr Lehrer Ludwig Richter in den 1820er Jahren gemalt hat. Die dort entstandenen Zeichnungen und Ölgemälde zeigen Motive aus der Umgebung Roms und aus den Tälern des Anio und des Tiber. Die Jahre nach 1866 lassen einen Einfluss der atmosphärischen Ölstudienmalerei eines Oswald Achenbach erkennen. Während die kleinteiligen Aquarelle und Zeichnungen noch die Sprache der frühen Romantik sprechen, entwickelt Venus in seinen Ölstudien aus Italien eine eigenständige Bildsprache, die in ihrem Einsatz des Lichtes erste impressionistische Effekte subtil zum Einsatz bringt. Die italienischen Werke von Venus bilden das Finale der fünfzigjährigen Wirkdauer der vor allem von Ludwig Richter geprägten Dresdner Romantik. Selbst wenn in dem faszinierenden Lichtgehalt seiner Aquarelle, ihrer stupenden Duftigkeit eine metaphorische Nähe zu den Errungenschaften des Impressionismus sichtbar wird, ist seine Strichführung und das farbige Aquarellieren in seiner ganzen Dezenz und Noblesse noch ganz vom Geist der 1820er Jahre geprägt. Wie es Reinhard Wegner formuliert: ein faszinierendes Changieren zwischen „einer nicht mehr zeitgemäßen Romantik und der Ahnung von einer sich ankündigenden Moderne“.
1870, nach seiner Rückkehr aus Italien, heiratete Venus Cäcilie Plaul und wurde somit Schwager des Illustrators Wilhelm Claudius und seines Malerfreundes Carl Wilhelm Müller. Mit letzterem und ihrem gemeinsamen Lehrer Ludwig Richter machte Venus eine letzte Studienreise durch Nordböhmen. Im darauffolgenden Jahr starb Venus an Lungenschwindsucht. Der Albert-Venus-Weg als Abzweig der Ludwig-Richter-Straße im Dresdner Stadtteil Loschwitz ist nach ihm benannt.

## Rezeption
Venus gehört wegen seines frühen Todes wie Franz Horny, Ernst Fries und August Heinrich zu den großen „Unvollendeten“ der deutschen Romantik. Albert Venus war immer einer jener Namen, die unter den Kennern des 19. Jahrhunderts besonders geschätzt wurden, auch wenn der Bestand an gesicherten Werken sehr gering war. Das einzige bisherige Verzeichnis von 52 einer Werke findet sich im Ausstellungskatalog „Ludwig Richter und sein Kreis“ aus dem Jahre 1932. Um das Erbe von Venus hat sich vor allem der langjährige Leiter des Dresdner Albertinums, Hans Joachim Neidhardt verdient gemacht. Er schreibt über die Ölstudien von Venus: In ihrer „Lichtfülle und breiten malerischen Anlage erinnern sie an Carl Blechens vier Jahrzehnte früher entstandene italienische Arbeiten. In diesen Bildern hat Venus das Erbe der Richterschen Landschaftsauffassung vollkommen hinter sich gelassen.“
Aquarelle und Ölstudien von Venus befinden sich in zahlreichen deutschen Museen. Erstmals wurden sie systematisch erfasst in der Studie „Poesie der Linie“ von Reinhard Wegner, die 2020 erschienen ist, die zudem den Briefwechsel zwischen Ludwig Richter und seinen Schülern Venus und Viktor Paul Mohn veröffentlicht. Seine Landschaft in der Campagna an der Via Flaminia (1869; Aquarell über Bleistift auf Papier) befindet sich im Besitz des Getty-Museums in Los Angeles. Unter dem Titel „Der letzte Romantiker. Albert Venus“ findet bis Januar 2023 erstmals eine ihm und seinen Werken gewidmete Sonderausstellung im Kupferstichkabinett Dresden statt, die von Florian Illies kuratiert wurde.